# Orde van de Witte Pauw

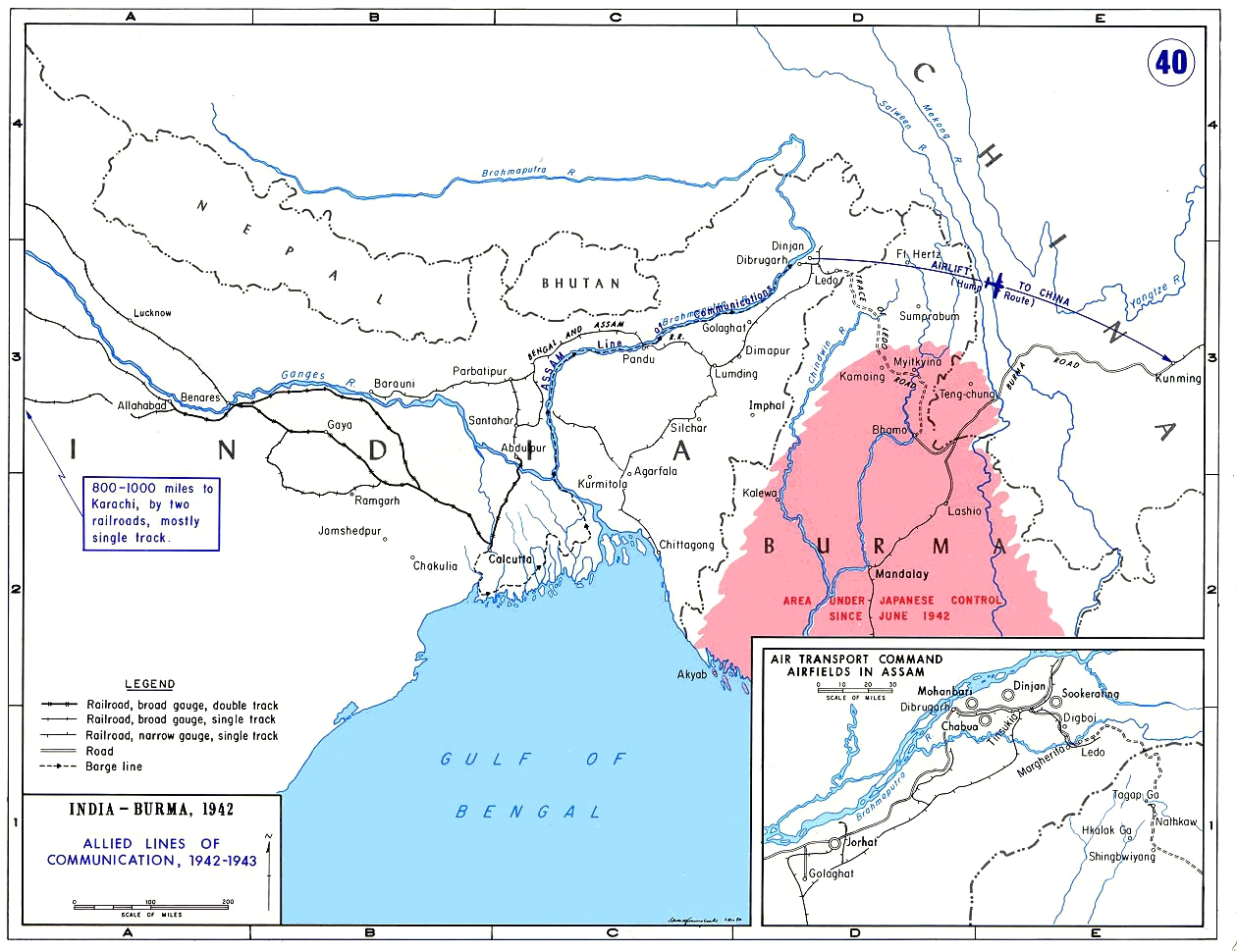
Geallieerde communicatielijnen in Zuidoost-Azië van 1942 tot 1943. De Birmaweg staat uiterst rechts afgebeeld. De Kachin leven in het noordelijke grensgebied van Myanmar.

De Militaire Orde van de Witte Pauw, stichtingsdatum onbekend, werd door het Amerikaanse leger in het leven geroepen om guerrillastrijders van het 10e Kachin detachement voor hun bijdrage aan de strijd tegen de Japanners, die tot ver in Birma waren opgerukt, te belonen. De Amerikanen probeerden via de Birmaweg en met transportvliegtuigen hun Chinese bondgenoten aan de andere zijde van de Himalaya-keten te bevoorraden.
De Amerikanen hebben deze, staatsrechtelijk niet behoorlijk geregelde onderscheiding na maart 1945 onder tal van namen uitgereikt.
- Military Order of the White Peacock
- Commendation for Meritorious Achievement
- Civilian Military Assistance Award

Het instellen van een dergelijke onderscheiding is volgens Amerikaans recht voorbehouden aan het Amerikaans Congres en de President maar hier traden Generaal Joseph Stilwell en de OSS zeer eigenmachtig op. "Inofficiële" onderscheidingen van het Amerikaanse leger zijn vooral in de 19e eeuw vaker voorgekomen maar zij zijn zeldzaam omdat de autoriteiten in Washington ingrijpen wanneer men de regels negeert. In het verre Birma kon men medailles laten slaan en verdelen zonder dat het Pentagon daarvan op de hoogte was
De Amerikanen lieten in Calcutta vijftig zilveren medailles met een gegraveerd Amerikaans wapen maken. De medailles droegen aan de voorzijde de letters "CMA" en de achterkant was leeg.
De medaille met een doorsnede van 375 millimeter werd aan een breed groen lint om de hals gedragen, een draagwijze die goed aansloot bij de kleding en cultuur van de Kachin.
Negenenveertig van de "Kachin Rangers" hebben de medaille, die haar naam misschien aan de zes geborduurde witte pauwen op het lint ontleent, in juli 1945 uitgereikt gekregen. De vijftigste heeft Generaal Stilwell zichzèlf toegekend of laten toekennen.  

## Voetnoten
1. ↑  De Amerikaanse constitutie laat het Congres en de president het recht om in een wet of een "executive order" decoraties in te stellen.
2. ↑  Ed Haynes noemt op  anderhalve inch
3. ↑  Ed Haynes noemt 3 centimeter oftewel 1-7/32 inch